# Plaza de España (metropolitana di Palma di Maiorca)
Plaza de España  è una stazione di scambio della metropolitana di Palma di Maiorca tra la linea 1 e la linea 2, nonché capolinea delle medesime linee. Il servizio della linea 1 è iniziato nel 2007, mentre il servizio della linea 2 è iniziato nel 2013.

## Storia
La costruzione dei tunnel della metropolitana iniziarono il 9 agosto 2005 e la stazione venne inaugurata il 1 marzo 2007, ma entrò in servizio il 25 aprile 2007. Il servizio della linea 2 iniziò il 13 marzo 2013 a seguito dei lavori di adeguamento delle linee già esistenti. I lavori di adeguamento iniziarono nel gennaio 2013 e durarono 2 mesi.

## Servizi
La stazione dispone di:
- Biglietteria automatica
- Servizi igienici
- Bar

## Interscambi
- Fermata autobus urbani
- Fermata autobus extraurbani
- Linea ferroviaria T1
- Linea ferroviaria T2
- Linea ferroviaria T3